# Wolfgang Fischer (General, 1888)

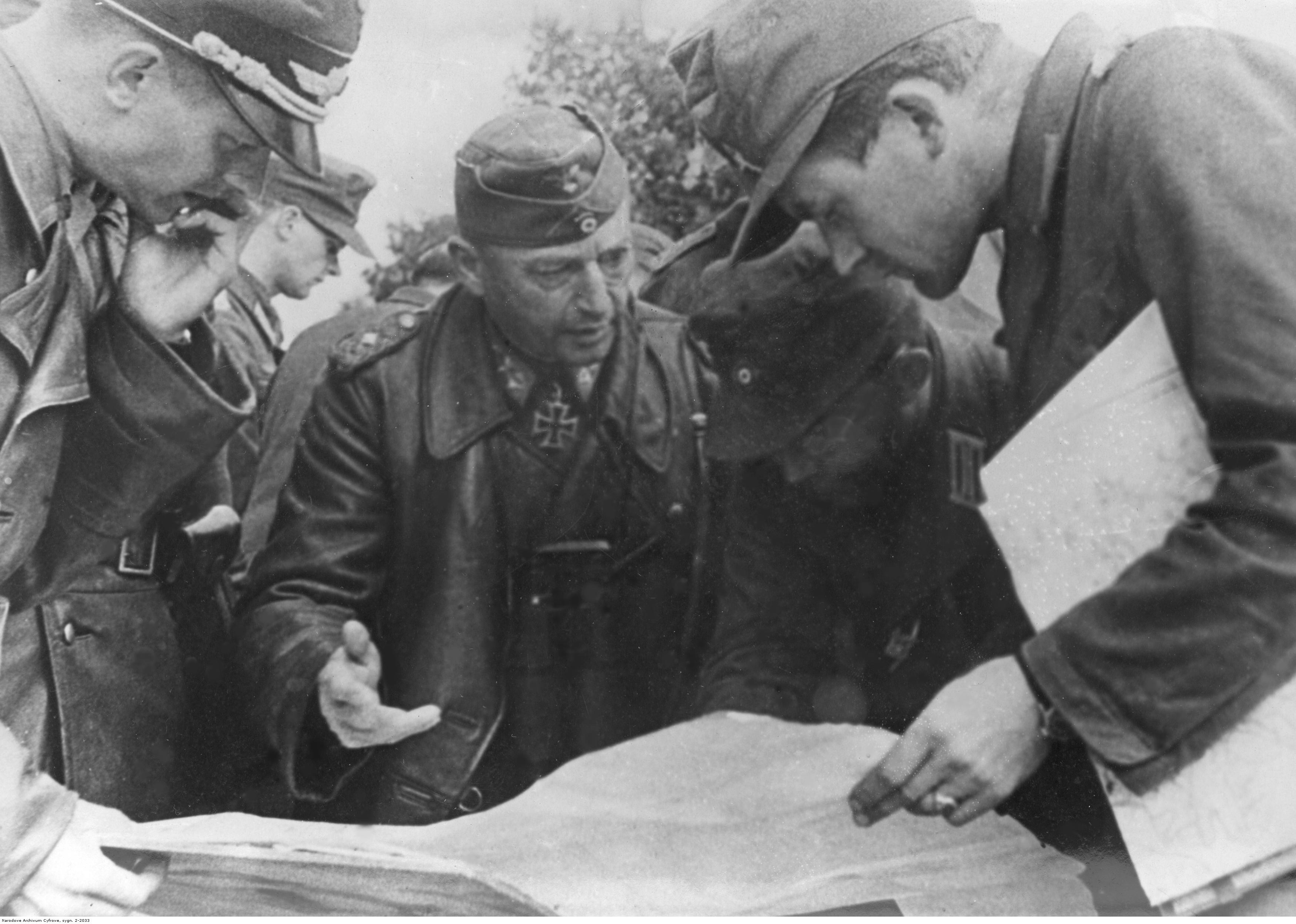
Wolfgang Fischer (Mitte) in Tunesien, Januar 1943

Wolfgang Fischer (* 11. Dezember 1888 in Carolath; † 1. Februar 1943 in Sbikka, Tunesien) war ein deutscher General der Panzertruppe im Zweiten Weltkrieg.

## Werdegang
Fischer trat am 18. März 1910 als Fahnenjunker in das 5. Niederschlesische Infanterie-Regiment Nr. 154 in Jauer ein.
Mit Ausbruch des Ersten Weltkriegs erfolgte am 2. August 1914 seine Versetzung in das Landwehr-Infanterie-Regiment Nr. 7, mit dem Fischer als Zug- und Kompanieführer an der Ostfront zum Einsatz kam. Vom 1. November 1915 bis 8. Oktober 1917 fungierte er dann als Adjutant der 3. Landwehr-Division. Anschließend versetzte man ihn als Adjutant zur 22. Landwehr-Infanterie-Brigade, wo Fischer über das Kriegsende hinaus verblieb.
Nach der Demobilisierung schloss er sich dem Freiwilligen-Bataillon 15 an. Am 10. September 1919 übernahm man ihn in die Vorläufige Reichswehr und teilte ihn dem Reichswehr-Schützen-Regiment 58 zu. Im Februar 1920 erfolgte seine Versetzung in das 12. Infanterie-Regiment, welches er jedoch im September des gleichen Jahres wieder verließ. Zum 27. September 1920 wurde Fischer dem 3. (Preußisches) Infanterie-Regiment in Deutsch-Eylau zugeteilt, wo er von 1923 bis 1927 als Regimentsadjutant und dann bis 31. Januar 1929 als Chef der 14. Kompanie fungierte. In gleicher Funktion übernahm er dann bis zum 30. September 1934 die 7. Kompanie des 6. Infanterie-Regiments in Eutin.
Zum 1. Oktober 1934 erfolgte seine Ernennung zum Bataillonskommandeur im Infanterie-Regiment 46, das er die kommenden drei Jahre bis zu seiner Versetzung in den Regimentsstab des Infanterie-Regiments 69 der 20. Infanterie-Division (mot.) führte. Am 4. Februar 1938 wurde er zu dessen Kommandeur ernannt.
Beförderungen
- 20. Dezember 1910 Fähnrich
- 18. August 1911 Leutnant
- 18. August 1914 Oberleutnant
- 20. September 1918 Hauptmann
- 1. Februar 1932 Major
- 1. Oktober 1934 Oberstleutnant
- 1. August 1937 Oberst
- 1. August 1941 Generalmajor
- 1. November 1942 Generalleutnant
- 1. April 1943 General der Panzertruppe (postum)

Nach Ausbruch des Zweiten Weltkrieges führte er das Regiment beim Überfall auf Polen. Am 27. Oktober 1939 zum Kommandeur der 10. Schützen-Brigade (als Teil der 10. Panzer-Division) ernannt, führte er diese anschließend im Westfeldzug. Für die Leistungen seiner Brigade während des Feldzuges erhielt Fischer am 3. Juni 1940 das Ritterkreuz des Eisernen Kreuzes. Nach Beendigung der Kampfhandlungen in Frankreich verblieb seine Brigade als Besatzungsmacht. Mit Beginn des Ostfeldzuges stieß Fischers Brigade im Rahmen der 10. Panzer-Division bei der Heeresgruppe Mitte über Dęblin, Bug, Slonim und Jelnja vor, wo sie nach ihren Verlusten zunächst aufgefrischt werden musste. Hier wurde Fischer am 2. August 1941 zum Kommandeur der Division ernannt und löste somit seinen Vorgänger Generalleutnant Ferdinand Schaal ab. Unter Fischers Kommando nahm die Division bei der folgenden Doppelschlacht bei Wjasma und Brjansk sowie am Vormarsch auf Moskau teil. Nach dem Scheitern der Offensive zog sich die Division in den Großraum Gschatsk zurück.
Im Mai 1942 wurde die Division aus der Ostfront heraus zur Auffrischung nach Frankreich verlegt. Dort wurde sie im November 1942 dem Afrikakorps zugeteilt und nach Tunesien verlegt. Hier erhielt Fischer für die Führung seiner Division am 9. Dezember 1942 das Eichenlaub zum Ritterkreuz des Eisernen Kreuzes verliehen. Zuvor war er bereits am 22. April 1942 mit dem Deutschen Kreuz in Gold ausgezeichnet worden. Auf dem afrikanischen Kriegsschauplatz nahm Fischers Division im Rahmen der 5. Panzerarmee am Vormarsch Rommels und den anschließenden Abwehrkämpfen teil. Hierbei geriet Fischer bei einer Aufklärungsmission bei der Mareth-Stellung am 1. Februar 1943 mit seinem Fahrzeug in ein Minenfeld. Dort fuhr sein Fahrer auf eine Mine, worauf das Fahrzeug explodierte. Die Führung der Division übernahm nach Fischers Tod Friedrich von Broich.